# میشل کافاندو
میشل کافاندو (انگلیسی: Michel Kafando؛ زادهٔ ۱۸ اوت ۱۹۴۲) سیاست‌مدار اهل بورکینافاسو است. وی از سال ۲۰۱۴ تا ۲۰۱۵ رئیس‌جمهور دوره انتقالی بورکینافاسو بود.